# Danuta Stróżyna
Danuta Stróżyna, z d. Stężycka (ur. 15 marca 1947) – polska koszykarka, występująca na pozycji rozgrywającej, reprezentantka kraju, medalistka mistrzostw Polski.

## Życiorys
Jej pierwszym klubem był MKS Poznań, występowała w nim od 1962. W latach 1964–1982 reprezentowała barwy Lecha Poznań, gdzie jej trenerem był m.in. Florian Grzechowiak. Z Lechem zdobyła trzy brązowe medale mistrzostw Polski (1971, 1972, 1973), w sezonie 1972/1973 była najlepszym strzelcem ligi. W latach 1982–1984 była zawodniczką niemieckiej drużyny SG Osterfeld Oberahusen.
W reprezentacji Polski seniorek wystąpiła w 155 spotkaniach, m.in. na mistrzostwach Europy w 1970 (6 m.), 1972 (9 m.) i 1974 (9 m.).